# Mai 1951

## Évènements
- Les cinq pays d’Amérique centrale forment, à l’invitation de la CEPAL, un Comité de coopération économique (CCE)
- Mai - juillet : échecs complets des tentatives du Kuomintang, soutenues par les États-Unis, pour envahir la Chine à partir de la Birmanie.

- 1er mai : huit Douglas Skyraider et 12 Chance-Vought Corsair attaquent à la torpille le barrage de Hwachon situé en Corée du Nord à partir du porte-avions USS Princeton. Il s'agit de la seule et unique attaque à la torpille de la guerre de Corée.

- 2 mai : premier vol propulsé de la « Tuyère » Leduc 016.

- 5 mai : les Français R. Fonteilles et R. Lamblin, sur planeur Kranich, établissent un record de vitesse sur parcours triangulaire de 100 km de 65,981 km/h.

- 7 mai, France : loi sur les apparentements des partis politiques.

- 8 mai : première ascension du dirigeable américain ZP-4, commandé par M.R. Clark.

- 12 mai : la Française Jacqueline Auriol, sur De Havilland Vampire, établit un record de vitesse sur 100 km de 818,181 km/h.

- 13 - 14 mai : l’Américain Max Conrad, sur Piper Racer, traverse le continent américain en 23 h 4 min 21 s (record non officiel pour appareil de 1 000 livres de poids).

- 16 mai : les militaires refusent de reconnaître la victoire électorale du Mouvement nationaliste révolutionnaire de Víctor Paz Estenssoro en Bolivie.

- 18 mai
  - Premier vol du prototype de bombardier stratégique britannique Vickers Valiant.
  - Premier vol du SIPA S.12.

- 19 mai : premier vol du Fokker S.14, l’un des premiers avions à réaction d’entraînement au monde (propulsé par un réacteur Rolls-Royce Derwent).

- 20 mai : le capitaine James Jabara devient le premier as sur avion à réaction après avoir abattu ses 5e et 6e chasseurs MiG-15 à bord d'un F-86 Sabre.

- 23 mai : des représentants du gouvernement tibétain signent un traité en 17 points avec la Chine[1].

- 23 mai au 5 juin : bataille du Soyang également appelée massacre de Mai.

- 24 mai
  - Le Norvégien J. Christie, sur Klemm, établit un record de vitesse en circuit fermé de 2 000 km (sous-classe 501 à 1 000 kg), poids 818,8 kg de 177,786 km/h.
  - Premier vol de la maquette planante expérimentale Arsenal 2301.

- 25 mai : 
  - création d'une base aéronautique de l’OTAN à Keflavik en Islande.
  - Le premier exemplaire du Canberra B.2 entre en service dans la Royal Air Force avec le 101 Sqn à RAF Binbrook.

- 26 mai : lancement du brigantin Greif.
- 27 mai : premier grand prix de F1 de la saison 1951 en Suisse, remporté par Juan Manuel Fangio sur Alfa Romeo.

- 29 mai : l'Américain Charles Blair relie Bardufoss en Norvège à Fairbanks en Alaska en 10 heures et 29 minutes (3 275 miles, soit 5 270 km) après avoir survolé le Pôle Nord à bord de son North American P-51 Mustang. Il devient le premier à réaliser cette performance seul à bord d'un monomoteur.

- 29 mai - 20 juin : bataille du Day. Début l'enlisement de la France dans la Guerre d'Indochine[2].

- 30 mai :
  - Formule 1 : deuxième grand prix de F1 de la saison 1951 aux 500 miles d'Indianapolis, remporté par Lee Wallard sur Kurtis Kraft-Offenhauser.
  - La présidente de la compagnie Beech Aircraft, Olive Ann Beech, qui a succédé à son mari Walter H. Beech, mort en 1950, est élue femme de l'année dans le domaine de l'aéronautique par la Women's National Aeronautical Association.

## Naissances
- 1er mai : Curro Vázquez, matador espagnol.
- 3 mai : 
  - Dianne Whalen, femme politique canadienne.
  - Jan Krzysztof Bielecki, homme politique polonais.
- 4 mai : Gérard Jugnot, acteur, réalisateur, scénariste et producteur français.
- 7 mai : Janina Fialkowska, pianiste.
- 8 mai : Catherine Laborde, présentatrice météo, journaliste et écrivaine française († 28 janvier 2025).
- 9 mai : Christopher Dewdney, auteur.
- 11 mai : 
  - Corinne Lepage, femme politique française, ancien ministre.
  - Didier Mouly, homme politique français († 8 octobre 2023).
- 15 mai : Aziz Daouda, directeur technique national d'athlétisme au Maroc.
- 16 mai : Christian Lacroix, grand couturier français.
- 19 mai : Joey Ramone, chanteur du groupe punk les Ramones († 15 avril 2001).
- 20 mai :
  - Thomas Akers, astronaute américain.
  - Tursinxon Xudoyberganov, homme politique ouzbek.
  - Christie Blatchford, journaliste canadienne († 12 février 2020).
- 21 mai : Robert Saucier, artiste canadien.
- 23 mai : Anatoly Karpov, joueur d'échecs russe.
- 24 mai :
  - Jean-Pierre Bacri, acteur et scénariste français († 18 janvier 2021).
  - Ronald A. Parise, astronaute américain († 9 mai 2008).
- 25 mai : François Bayrou, homme politique français et premier ministre depuis 2024.
- 26 mai :
  - Muhammed Faris, premier spationaute syrien († 19 avril 2024).
  - Sally Ride, astronaute, première femme américaine dans l'espace.
  - Zbigniew Żupnik, peintre polonais(† 27 juillet 2000).
- 30 mai : Alain Anziani, homme politique français († 19 juillet 2025).
- 31 mai :
  - Jean-Louis Brost, footballeur français.
  - Serge Brussolo, écrivain français de science-fiction, de policier et de fantastique.

## Décès
- 1er mai : Nagai Takashi, médecin et écrivain japonais, témoin de la bombe atomique de Nagasaki (° 3 février 1908).
- 6 mai : Henry Carton de Wiart, écrivain et homme politique belge (° 31 janvier 1869).
- 8 mai : Piero Puricelli, ingénieur et homme politique italien, à l'origine de la construction des premières autoroutes au monde. (° 4 avril 1883)
- 14 mai : « El Gordito » (José Carmona García), matador espagnol (° 13 décembre 1883).